# Александрова, Вера Александровна
Ве́ра Алекса́ндровна Алекса́ндрова (урождённая Мордви́нова, по мужу — Шварц; 1895 — 1966) — русский и американский литературный критик и главный редактор.

## Биография
В молодости была связана с религиозно-философскими кругами. Будучи студенткой Высших женских курсов в Одессе, затем в Москве, переписывалась с В. В. Розановым и знала П. Флоренского.
В преддверии Октябрьской революции 1917 года участвовала в левой политической деятельности. Постепенно пришла к социализму. Вышла замуж за известного меньшевика С. М. Шварца. В 1921 году вступила в партию социал-демократов (меньшевиков), чему, по словам писателя Р. Б. Гуля, осталась верна всю свою жизнь.
После Гражданской войны эмигрировала — вместе с мужем была выслана за границу. Жила в Германии, Франции, США.
«В течение почти 40 лет В. А. писала литературные обзоры советской литературы, и эту трудную и неблагодарную работу, я думаю, никто за рубежом не выполнял так тщательно и добросовестно, как это делала В. А.».
В Германии Александрова была постоянным литературным обозревателем «Социалистического вестника» (Берлин) и «Нового русского слова» (Нью-Йорк), сотрудничала в немецкой, английской, а после переезда во Францию в 1933 году — и во французской прессе. С 1940 года жила в г. Нью-Йорке.
В 1952—1956 гг. была главным редактором издательства Чехова в Нью-Йорке и опубликовала на средства, выделенные Фондом Форда, серию мемуаров русских эмигрантов, сохранив тем самым чрезвычайно ценные для истории рукописи.
В 1969 году в Нью-Йорке вышла книга избранных статей «Литература и жизнь». Александрова посвятила Сергею Есенину главу в своей книге на английском языке «История советской литературы 1917—64. От Горького до Солженицына» (Нью-Йорк, 1964), неоднократно обращалась к творчеству поэта в обзорах и статьях, откликалась на публикацию новых работ о Есенине, например, «Новое о Сергее Есенине», «Прошлое сегодняшними глазами», «К 50-летию со дня рождения Есенина».